# Frederik Kaiser
Frederik Kaiser, född 10 juni 1808 i Amsterdam, död 28 juli 1872 i Leiden, var en nederländsk astronom. 

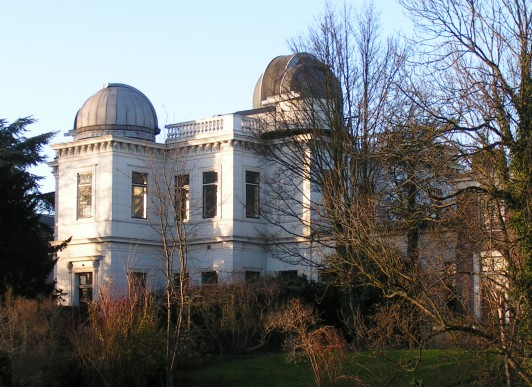
Observatoriebyggnaden från 1860.

Kaiser blev 1826 observator vid observatoriet i Leiden, 1837 direktor där och några år därefter tillika professor i astronomi. Han genomdrev uppförandet av ett nytt observatorium i Leiden (färdigt 1860). Särskilt högt skattade är hans mätningar av dubbelstjärnor och hans undersökningar över planeten Mars. Han var en utmärkt lärare och även skicklig populärvetenskaplig skriftställare (De Sterrelhemel, 1844-45, utgick i flera upplagor). Hans rent vetenskapliga arbeten är till större delen publicerade i "Annalen der Sternwarte in Leiden" (1868-75).
Asteroiden 1694 Kaiser är uppkallad efter honom.